# Laia Forcadell Arenas
Laia Forcadell Arenas (Tortosa, 6 de juny de 1982) és una atleta especialista en 400 metres llisos i 400 metres tanques. Va formar-se i començar competir a la secció d'atletisme del Club Natació Tortosa. Posteriorment va anar al Club ISS de l'Hospitalet de Llobregat entrenada per Armando Álvarez Anaya.
Ha estat 25 cops campiona d’Espanya. A més el seu palmarès contempla dues medalles als Jocs Iberoamericans, or l’any 2006 a Ponce, Puerto Rico, i bronze al 2009 a San Fernando, Cadis. Ha estat cinquena en el Campionat d'Europa en pista coberta el 2005. Va guanyar el Campionat d'Espanya absolut en pista coberta el 2006. Va participar en els Jocs Olímpics d'Estiu de 2008 de Pequín.
Laia Forcadell es va retirar l'any 2012 per iniciar una nota etapa laboral. Les lesions també van ser una causa de la seva decisió.

## Palmarès
- 1 Campionat d'Espanya Juvenil de 400 m llisos en pista cobertaː1999
- 1 Campionat d'Espanya Promesa de 400m llisos en pista cobertaː 2002
- 1 Campionat d'Espanya Promesa de 400 m tanques a l'aire lliureː 2002-2003
- 1 Campionat d'Espanya Júnior de 400 m tanques a l'aire lliureː 2000-2001
- 4 Campionats d'Espanya absoluta en 400 m tanques: 2007, 2008, 2009 i 2010
- 1 Campionat d'Espanya absoluta en 400 m llisos en pista coberta: 2006
- 6 Campionats de Catalunya absoluta en 400 m tanques: 2002, 2005, 2006, 2007, 2008 i 2009
- 1 Campionat de Catalunya absoluta en 200 m llisos: 2009
- 5 Campionats de Catalunya absoluta en 400 m llisos: 2003, 2005, 2006, 2007, 2008
- Campionat Iberoamericàː or en 400 m. tanques (2006), bronze en 400 m. tanques (2010)[6]